# Sakuma Rei
Sakuma Rei (佐久間 レイ) tên khai sinh là Sakuma Reiko (佐久間 玲子), sinh ngày 5 tháng 1 năm 1965 tại Tokyo là một diễn viên lồng tiếng Nhật Bản làm việc tại 81 Produce. Cô được biết nhiều ở Nhật Bản với công việc lồng tiếng cho loạt phim dài thiếu nhi Soreike! Anpanman; vai diễn mà cô nổi tiếng nhất trong tiếng Anh, là nhân vật nữ chiến binh Amazon người Trung Quốc Shampoo trong Ranma ½.

## Vai diễn đáng chú ý
- Akabon trong Bomberman B-Daman Bakugaiden và Bomberman B-Daman Bakugaiden Victory
- Kazumi Amano trong Gunbuster
- Batako trong Soreike! Anpanman
- Thẻ bài Ánh sáng và Bóng tối trong Thủ lĩnh thẻ bài
- Shampoo trong Ranma ½[1]
- Misa trong Mermaid Forest[2]
- Fianna trong Lodoss to Senki
- Little My trong Tanoshii Moomin Ikka (Moomin (loạt phim truyền hình 1990))
- Arshes Nei trong Bastard!!
- Lilpri (Queen)
- Peorth trong Oh My Goddess! movie[1]
- Mizuha Miyama trong Magic User's Club
- Morrigan Aensland trong Night Warriors: Darkstalkers' Revenge[2]
- Neeya trong Infinite Ryvius
- Zia trong Mysterious Cities of Gold (1998 lồng lại tiếng Nhật)
- Funaho trong Tenchi Muyo
- Sizer trong Hamerun no Baiorin Hiki (The Violinist of Hameln) phim hoạt hình
- Mafura-Chan trong Tottoko Hamutaro (Hamtaro)
- Thiên thần Dog/Ác quỷ Dog trong Gregory Horror Show
- Jiji trong Kiki's Delivery Service[1]
- Aika Sumeragi trong Agent Aika
- Mariemaia Kushrenada trong Gundam Wing: Endless Waltz
- Cappuccino trong Cinnamon The Movie
- Rumiko Daidoji trong Miracle Girls
- Konoha Edajima trong Please Teacher![2]
- Leona Ozaki trong Dominion Tank Police[1]
- Nina Purpleton trong Mobile Suit Gundam 0083: Stardust Memory[1]
- April trong Sol Bianca
- Momo Karuizawa trong Project Justice
- Ayaka Rindo trong Seraphim Call
- My Melody trong Onegai My Melody
- Kei Yuki trong Captain Harlock[3]
- Blair trong Earthian
- Kenny trong Onegai My Melody
- Kris Mu trong Teenage Mutant Ninja Turtles: Legend of the Supermutants
- Rebecca trong Galaxy Angel (AA)
- Mizuho Amamiya trong Memories Off 5 The Unfinished Film
- Fatima Clotho trong Five Star Stories[2]
- Sakura trong Ginga Legend Weed
- Karan trong No. 6

### Khác
Nhân vật Sanrio ("Cinnamoroll") (Cappuccino)

## Kịch CD
- Sheeda trong GFantasy Comic CD Collection Fire Emblem: Ankoku Ryū to Hikari no Ken